# Halecium incertus
Halecium incertus är en nässeldjursart som beskrevs av Nikolai Alexsandrovich Naumov och Stepan'yants 1962. Halecium incertus ingår i släktet Halecium och familjen Haleciidae. Inga underarter finns listade i Catalogue of Life.